# Апустии
Апустиите (gens Apustia) са плебейска фамилия от Древен Рим.
Известни от фамилията:
- Гай Апустий Фулон, дядо на консула от 226 пр.н.е.[1]
- Луций Апустий Фулон, баща на консула от 226 пр.н.е.
- Луций Апустий Фулон (консул 226 пр.н.е.), консула 226 пр.н.е.
- Луций Апустий Фулон (претор 196 пр.н.е.), претор 196 пр.н.е.
- Луций Апустий, командир на римските войски при Тарентум през 215 пр.н.е.[2]
- Луций Апустий (легат), легат на консул Публий Сулпиций Галба Максим в Македония през войната против Филип през 200 пр.н.е. и при Луций Корнелий Сципион през 190 пр.н.е. [3]
- Публий Апустий, посланик при младия Птолемей през 161 пр.н.е. [4]